# Mini (automóvil)

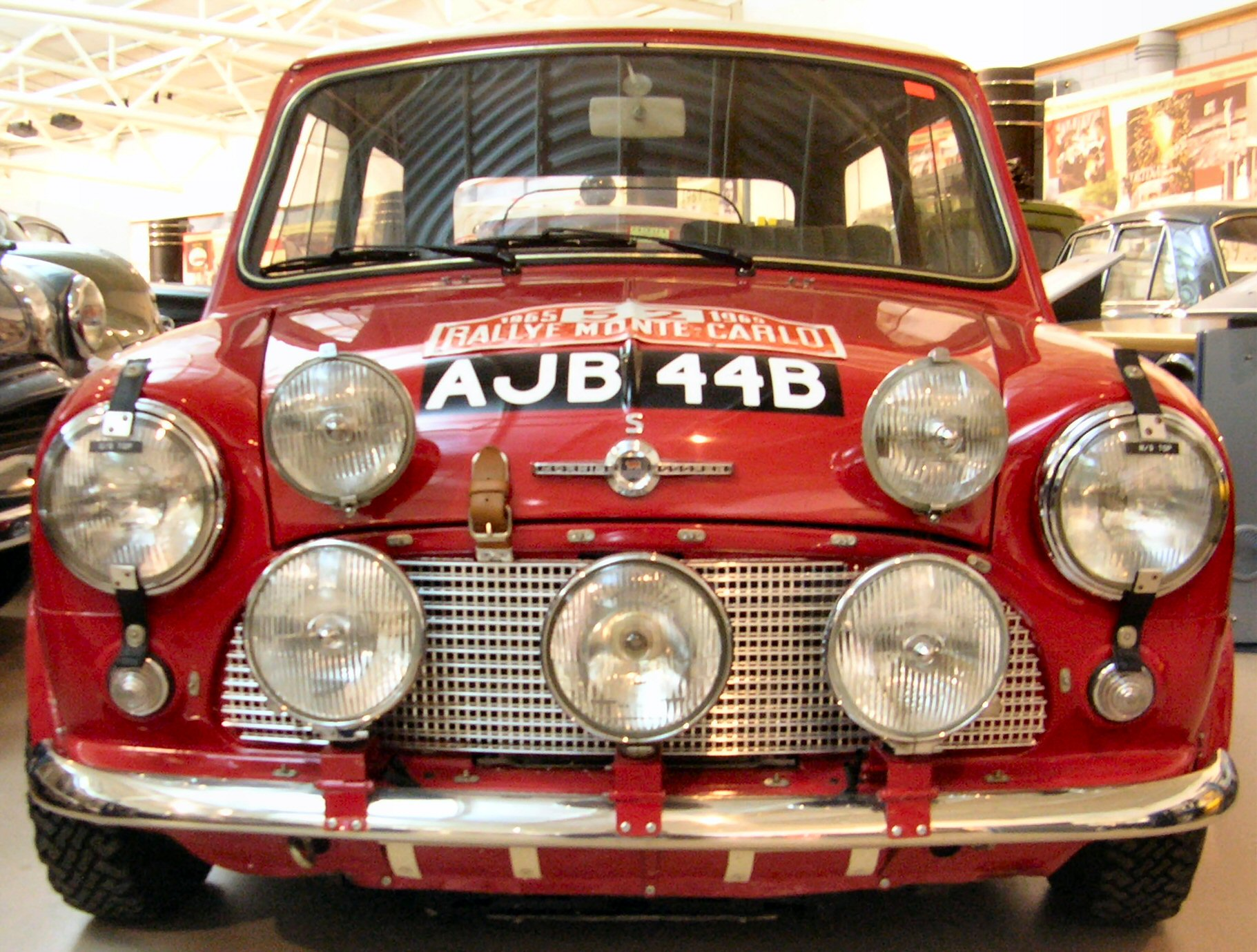
Morris Mini Cooper S, vencedor en el Rally de Monte Carlo (1965).

El Mini es un pequeño automóvil del segmento A producido por la British Motor Corporation y sus empresas sucesoras entre los años 1959 y 2000. Este automóvil, el más popular de los fabricados en Gran Bretaña, fue reemplazado por el nuevo MINI, lanzado en 2001. El original está considerado como un icono de los años 1960, y su distribución ahorradora de espacio con tracción delantera influyó sobre una generación de fabricantes de automóviles. En la encuesta internacional para determinar el Automóvil del Siglo más influyente en todo el mundo, el Mini quedó segundo, solo por detrás del Ford T.
Este revolucionario automóvil fue diseñado en BMC por Alec Issigonis. Se fabricó en Inglaterra en la factoría de Longbridge junto a la sede de BMC, y más tarde también en Australia, Bélgica, Chile, Italia, Portugal, Sudáfrica, España, Uruguay, Venezuela y Yugoslavia. El Mini original tuvo tres actualizaciones importantes: el Mk II, el Clubman y el Mk III. El "Mini Cooper" y "Mini Cooper S" fueron versiones deportivas que tuvieron grandes éxitos como vehículos de rally, ganando tres veces el Rally de Monte Carlo. Mini destacaba sobre todo por su fácil conducción y su gran estabilidad: era un coche pequeño, rápido y de mucha calidad, aunque a veces la resistencia del motor no respondía a las expectativas de dureza que auguraba el prestigio de la marca a causa de sus frecuentes, insólitas y costosas averías: resultaban demasiado repetitivas sus visitas obligadas al taller. 
Comenzó a venderse como Austin Seven y Morris Mini Minor, además de variantes sedán como Wolseley Hornet y Riley Elf.
El Mini se fabricó en varias carrocerías: una cupé de dos puertas, una versión familiar, una furgoneta, el pickup, un modelo playero sin puertas y el "Moke", una variante todoterreno.
Su carrocería fue construida con metal (se empleó acero en las carrocerías originales) y con fibra de vidrio (en países como Venezuela y Chile, las leyes locales requerían que los coches tuviesen un alto porcentaje de piezas locales, así que la fibra de vidrio estuvo presente en ambos países; presentaba además frente a los coches originales en acero la ventaja de no sufrir oxidación). El Mini fue producido con motores gasolina de 850, 1000 y 1100 cc de cilindrada, además del Austin Mini Cooper de 1275 cc de cilindrada y doble carburador. Los Mini, como los MG 1300 Mark II (carrocería BMC ADO 16) estaban equipados con suspensión hidráulica Moulton, que le daba una gran suavidad de marcha.
Su tablero analógico estaba empotrado en un panel de madera de caoba. Su centro de gravedad sumamente bajo lo hacía ideal para tomar curvas a elevada velocidad. Además, su reducido tamaño permitía estacionar fácilmente.

## Diseño y desarrollo

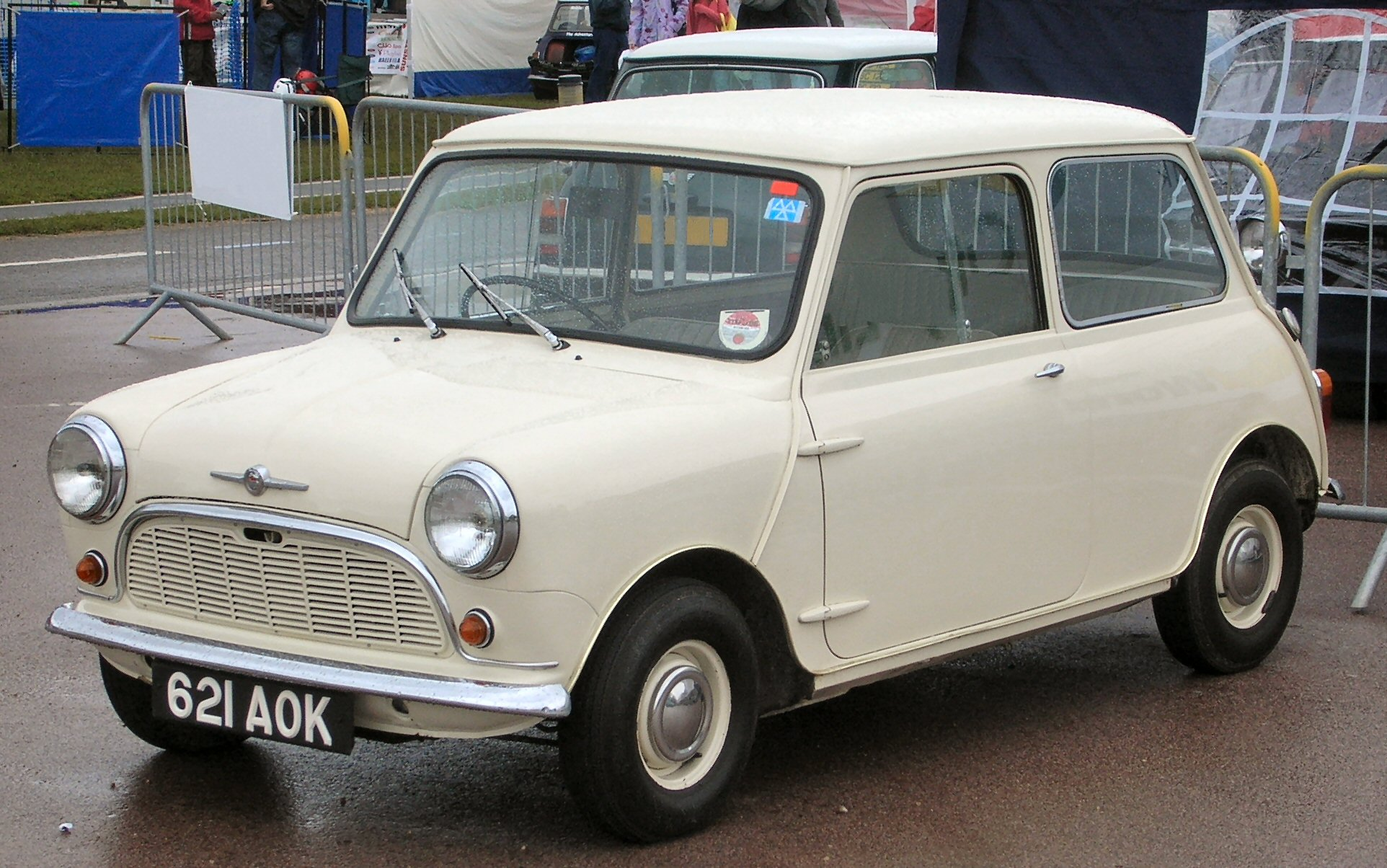
Morris Mini-Minor de 1959. El "621 AOK" fue el primer Mini con la insignia Morris en salir de la línea de montaje. Este modelo nunca fue puesto en venta y se encuentra en el museo Heritage Motor Centre, Gaydon.

Diseñado como proyecto ADO15 (Austin Drawing Office project number 15, "Proyecto número 15 de la Oficina de Diseño de Austin"), el Mini surgió de la escasez de combustible. En 1956, como consecuencia de la Crisis de Suez, que redujo el suministro de petróleo, el Reino Unido sufrió la reintroducción del racionamiento de gasolina. Las ventas de grandes vehículos cayeron, y hubo un gran incremento en el mercado de los automóviles utilitarios, que eran en su mayoría de origen alemán. Leonard Lord, mandatario de BMC, ordenó hacer algo rápidamente. Expuso ciertos requisitos básicos de diseño: el coche debería caber en una caja que midiera 10 × 4 × 4 pies (3,0 × 1,2 × 1,2 m); el habitáculo de los pasajeros debería ocupar seis (1,8 m) de los 10 pies (3,0 m) de longitud; el motor, por razones de coste, debería ser un modelo preexistente. Issigonis, que había trabajado para la empresa de automóviles Alvis, y que tenía experiencia en el diseño de automóviles de pequeño tamaño, en 1955 había sido contratado por BMC, por lo que era la persona ideal para la tarea. El equipo que diseñó el Mini era pequeño: además de Issigonis, estaban Jack Daniels (que había trabajado con él previamente en el proyecto del Morris Minor), Chris Kingham (que había trabajado con él en Alvis), dos estudiantes de ingeniería y cuatro delineantes. Juntos, en octubre de 1957 habían diseñado y construido el prototipo original, que fue apelado como 'la caja naranja' por su color.

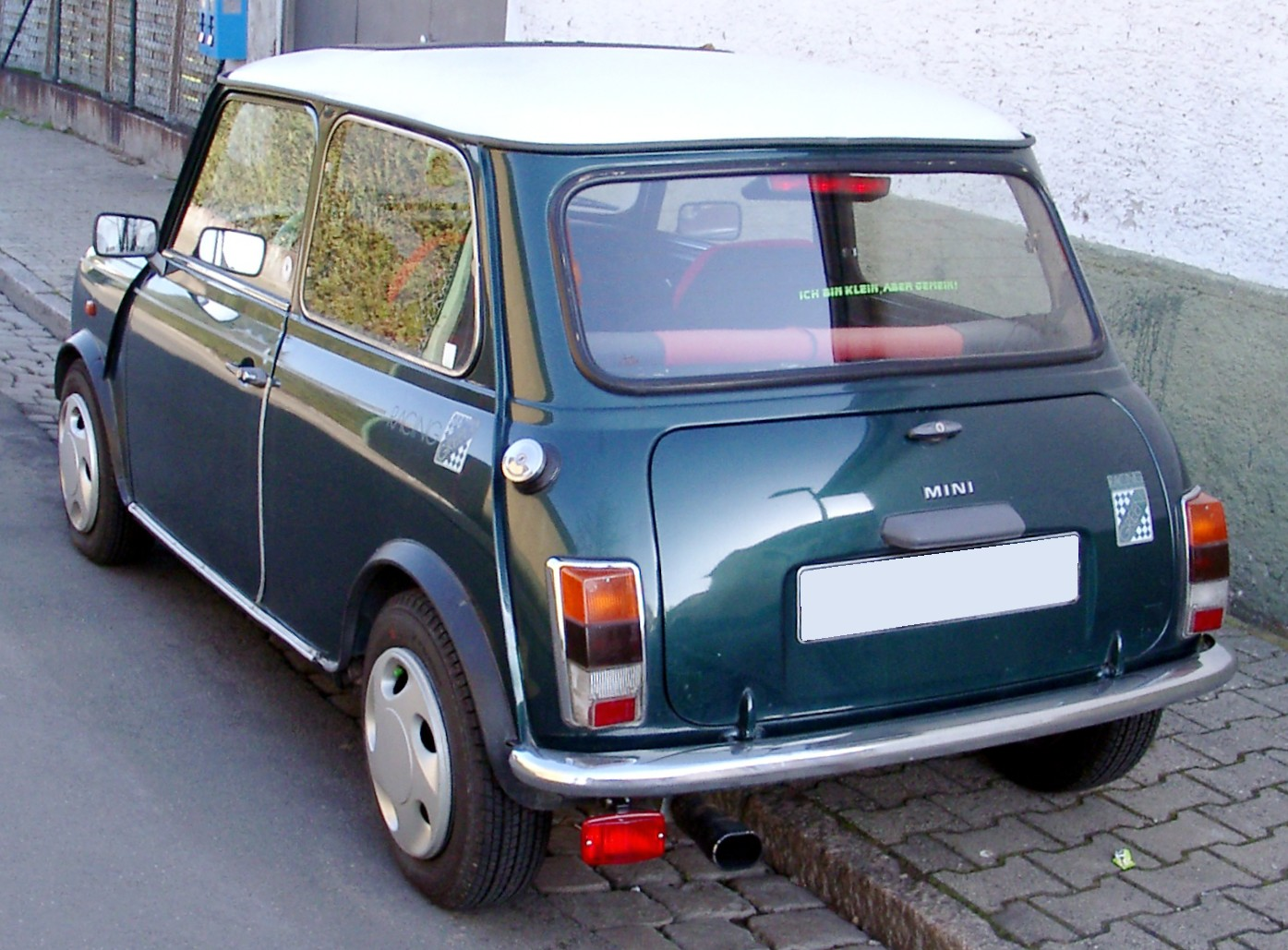
Mini (parte trasera).

El ADO15 empleaba un motor BMC Serie A de cuatro cilindros refrigerado por agua, pero se apartaba de la tradición al montarse transversalmente, con caja de cambios de cuatro velocidades lubricada con el aceite de motor situada en el cárter, y por emplear tracción delantera. Casi todos los automóviles de tracción delantera desarrollados desde entonces usan una configuración similar. El radiador se montó en la parte izquierda del coche, de modo que el ventilador montado con el motor pudiera mantenerse, pero con sentido inverso, de modo que soplara aire hacia el área de baja presión natural situada bajo la aleta delantera. Esta distribución ahorraba algo de tamaño de motor, pero tenía la desventaja de proporcionarle al radiador aire que ya se había calentado al pasar por el compartimento del motor.
El sistema de suspensión, diseñado por el amigo de Issigonis Alex Moulton en Moulton Developments Limited, empleaba conos de goma compactos en lugar de los muelles habituales. Esto conllevaba un comportamiento seco y rebotante, pero su rigidez, junto con la situación de las ruedas en las esquinas del vehículo, le dieron al Mini su famoso manejo similar al de un Kart. Inicialmente se había planeado emplear un sistema de fluidos interconectados, similar a aquel en el que Issigonis y Moulton habían trabajado a mediados de los años 1950 en Alvis, pero el corto período de tiempo de desarrollo del coche hizo que no estuviera desarrollado a tiempo para el lanzamiento del Mini. Este sistema inicialmente planeado para el Mini fue posteriormente desarrollado para convertirse en el sistema hidrolástico y fue empleado por primera vez en el Austin 1100 (lanzado en 1962). El Mini estaba equipado con ruedas de 10 pulgadas, por lo que tuvieron que desarrollarse nuevos neumáticos, obteniendo Dunlop el contrato inicial.
El Mini se diseñó con ventanillas corredizas en las puertas, permitiendo la existencia de bolsillos de almacenamiento en el lugar donde debería haber estado el mecanismo de la ventanilla. Se dice que Issigonis calculó el tamaño de los huecos resultantes para que fuesen capaces de almacenar una botella de su ginebra favorita. La tapa del maletero fue diseñada con las bisagras hacia abajo de modo que el coche pudiese circular con ella abierta para incrementar el espacio para el equipaje. En las primeras versiones, la matrícula tenía bisagras, de modo que cayera para permanecer visible mientras la tapa del maletero estaba abierta.

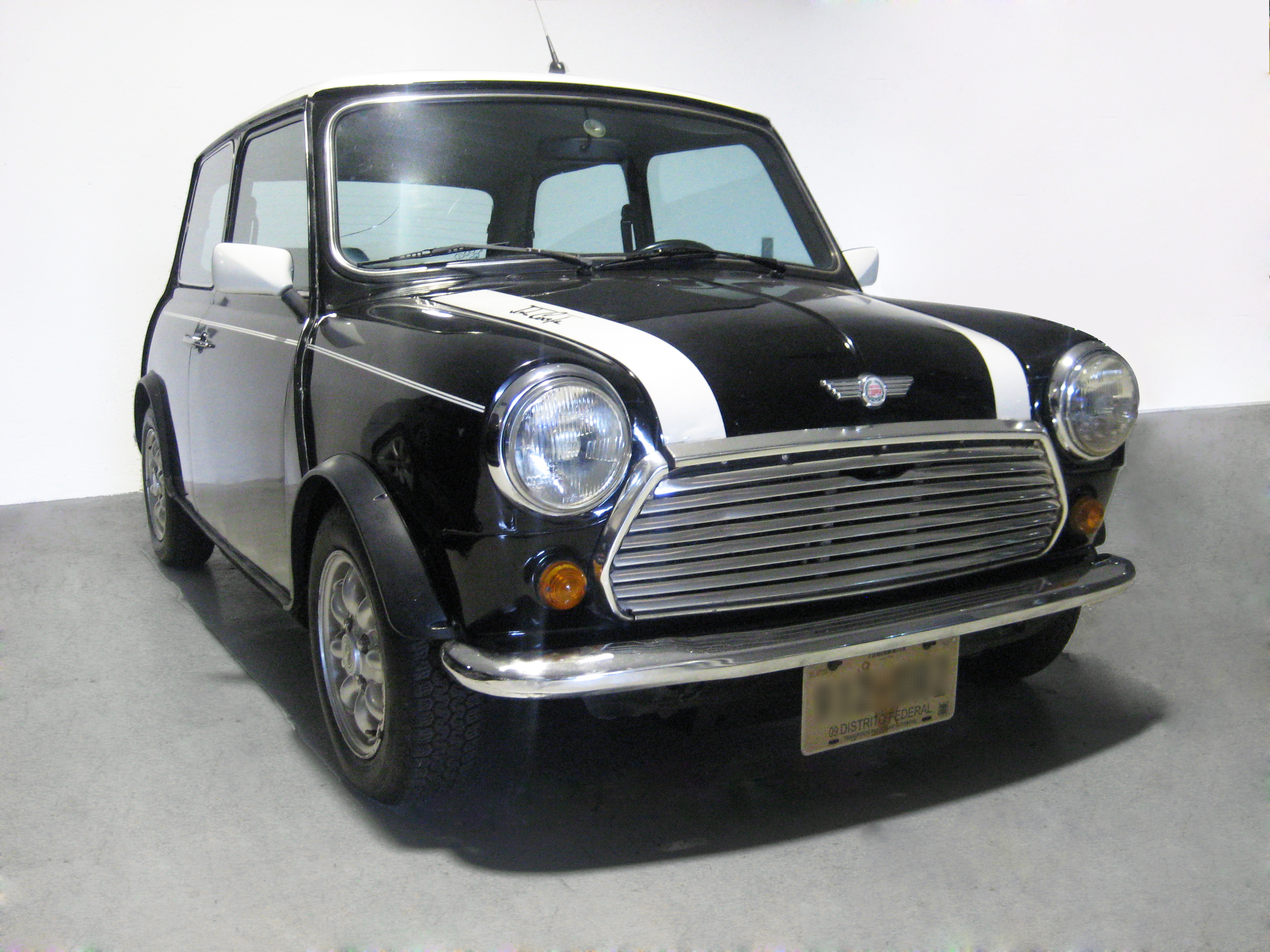
Morris MINI modelo 1975.

Para ahorrar costes laborales, el coche se diseñó de modo que las uniones de soldadura fuesen visibles desde la parte externa del coche, hacia la parte baja del pilar A y entre el cuerpo y el suelo de la carrocería. Para simplificar la construcción, el coche tenía bisagras externas en las puertas y en el maletero.
Todas estas innovaciones hicieron del Mini un automóvil con dimensiones mínimas pero con espacio maximizado para pasajeros y equipaje.
Los modelos de producción diferían del prototipo en la adición de submarcos delantero y trasero a la estructura autoportante para recoger las cargas de suspensión, así como en el giro del motor, situando el carburador en la parte trasera en lugar de en el frontal. Esto provocó la necesidad de establecer un engranaje extra entre el motor y la transmisión para revertir la dirección del motor, haciendo que este engranaje reductor tuviera el efecto beneficioso de reducir las cargas en la caja de cambios y prevenir el rápido desgaste del sistema de sincronización de cambios (synchromesh) que había sido un problema en los primeros prototipos.  Tener el carburador en la parte trasera del motor ayudó a reducir la congelación del carburador, pero expuso el distribuidor al agua que entraba por la parrilla. El tamaño del motor se redujo de 948 a 848 cc, lo que redujo la excesiva por entonces velocidad máxima de 129 km/h a una más manejable de 121 km/h. En 1967 el motor fue subido a 998 cc.
A pesar de sus orígenes utilitarios, la silueta clásica del Mini se volvió tan icónica que en los 1990s, el grupo Rover (herederos de BMC) pudieron registrar su diseño como marca registrada.
En el año 2001, BMW (que había adquirido anteriormente al grupo Rover) cesó la producción de este clásico vehículo para comenzar a producir el nuevo MINI, una moderna reinterpretación realizada 42 años después del lanzamiento del Mini original.

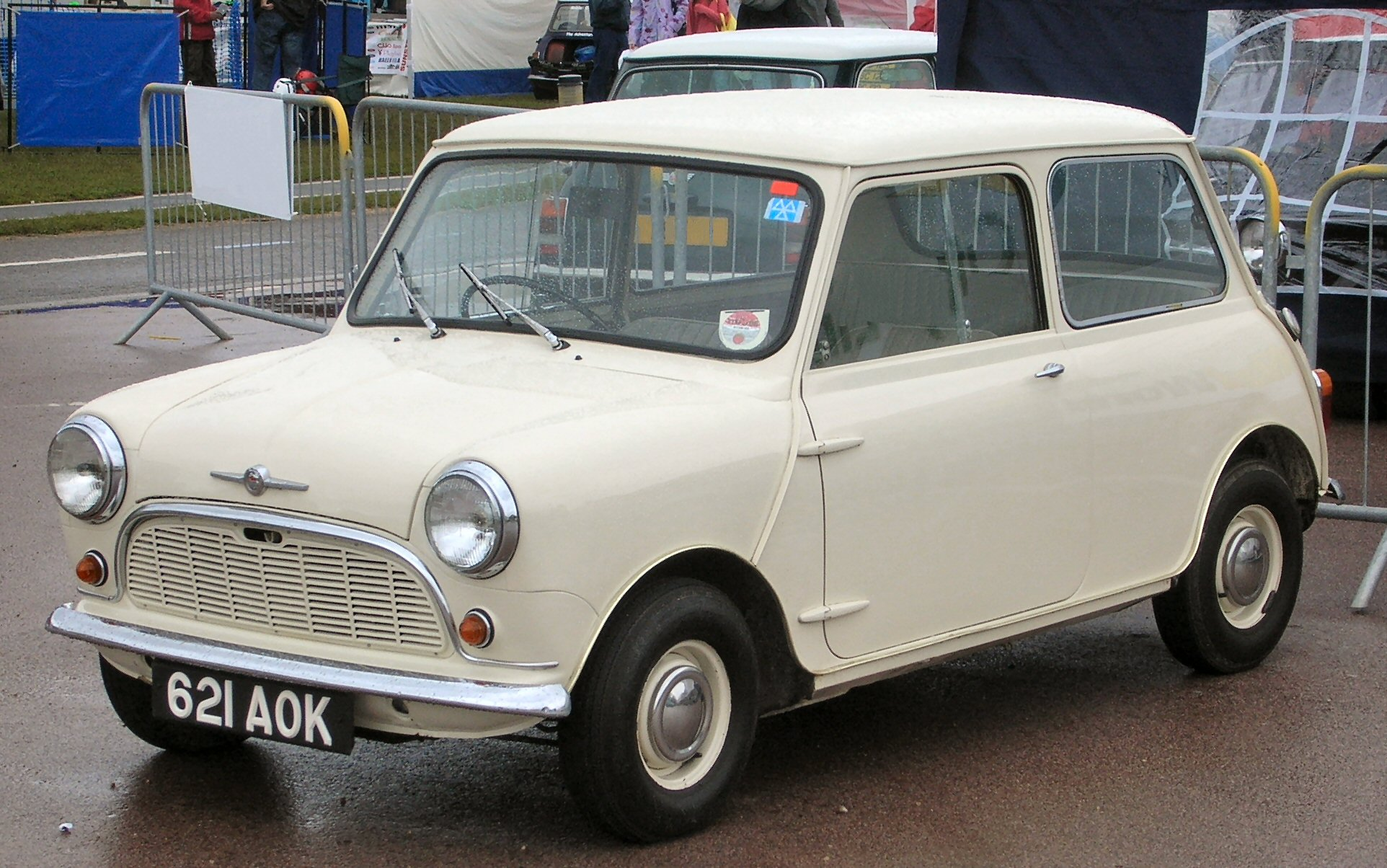
Mini de 1959
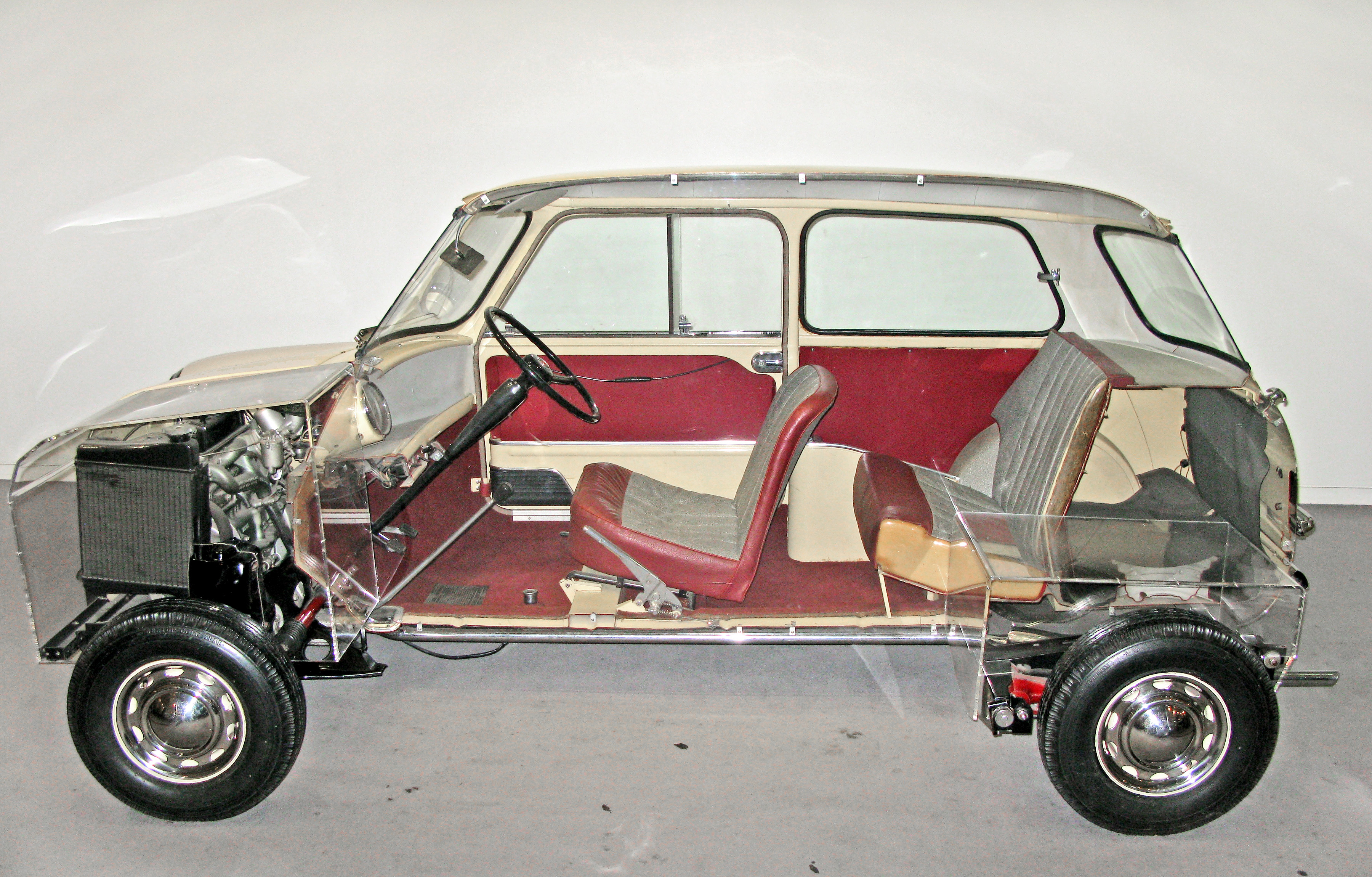
Sección
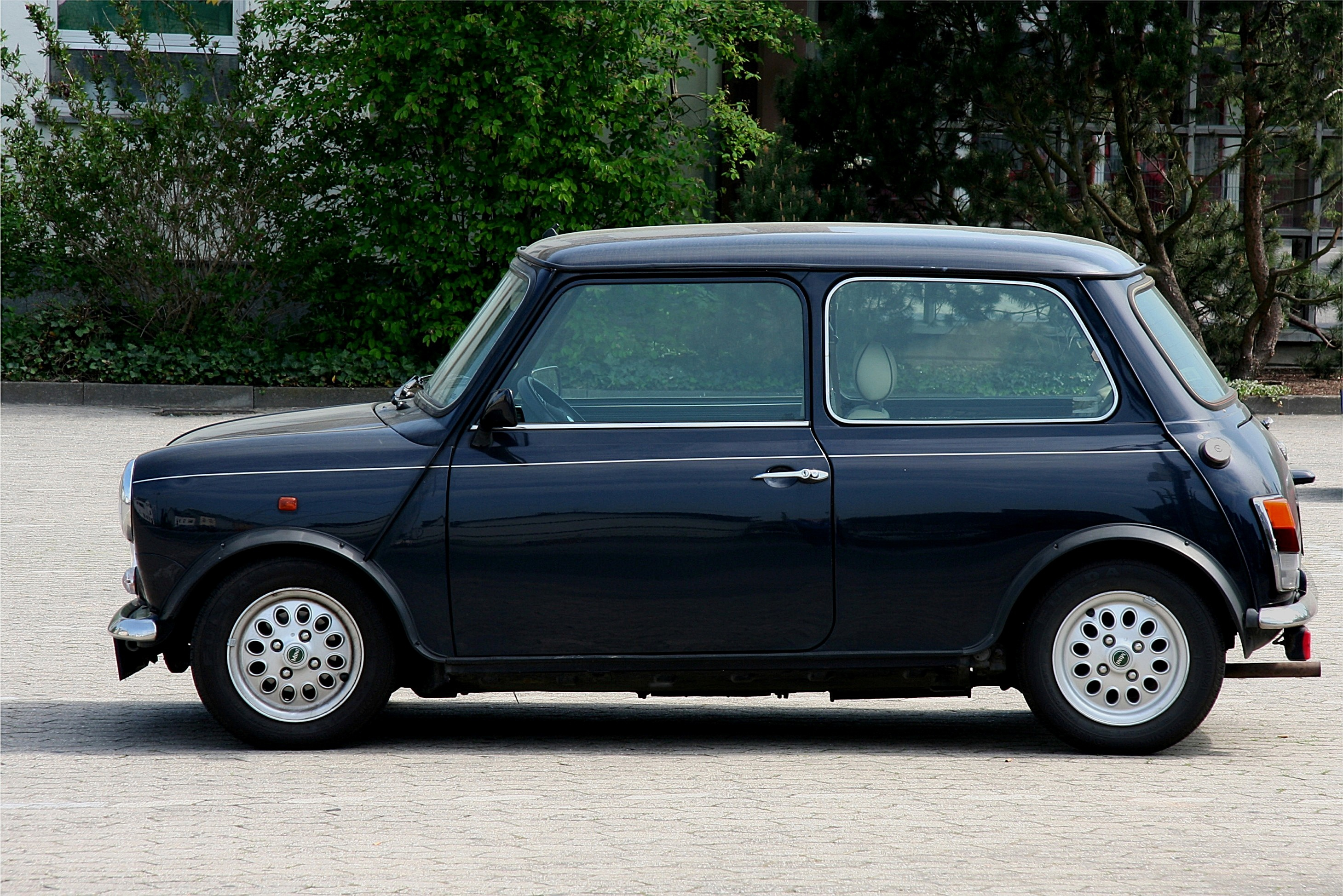
Lateral
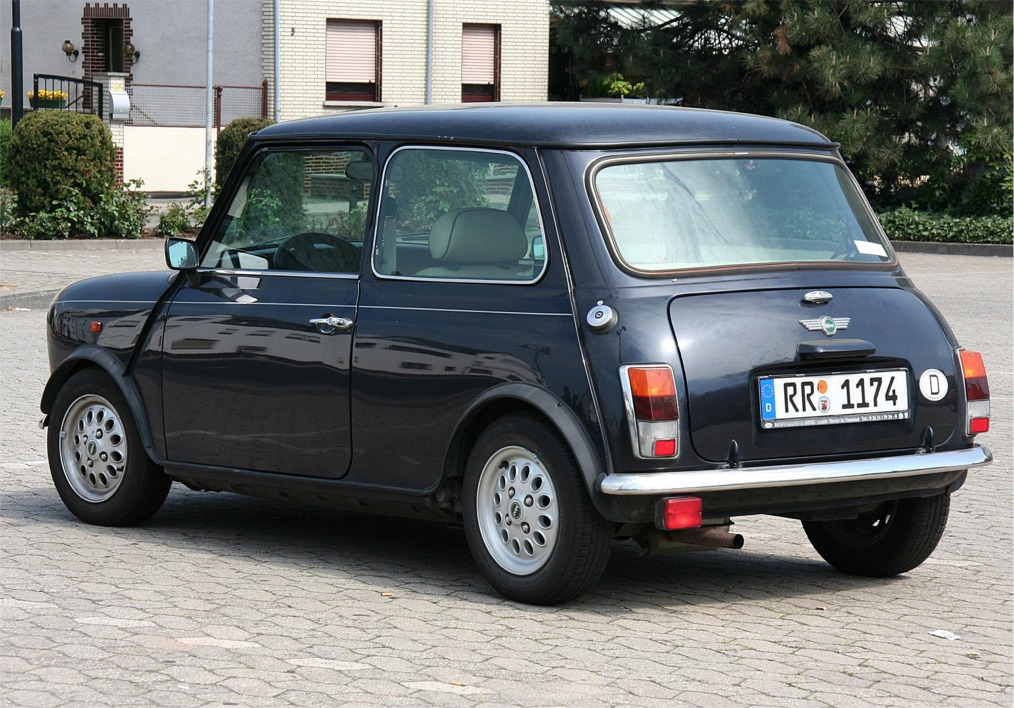
Parte trasera
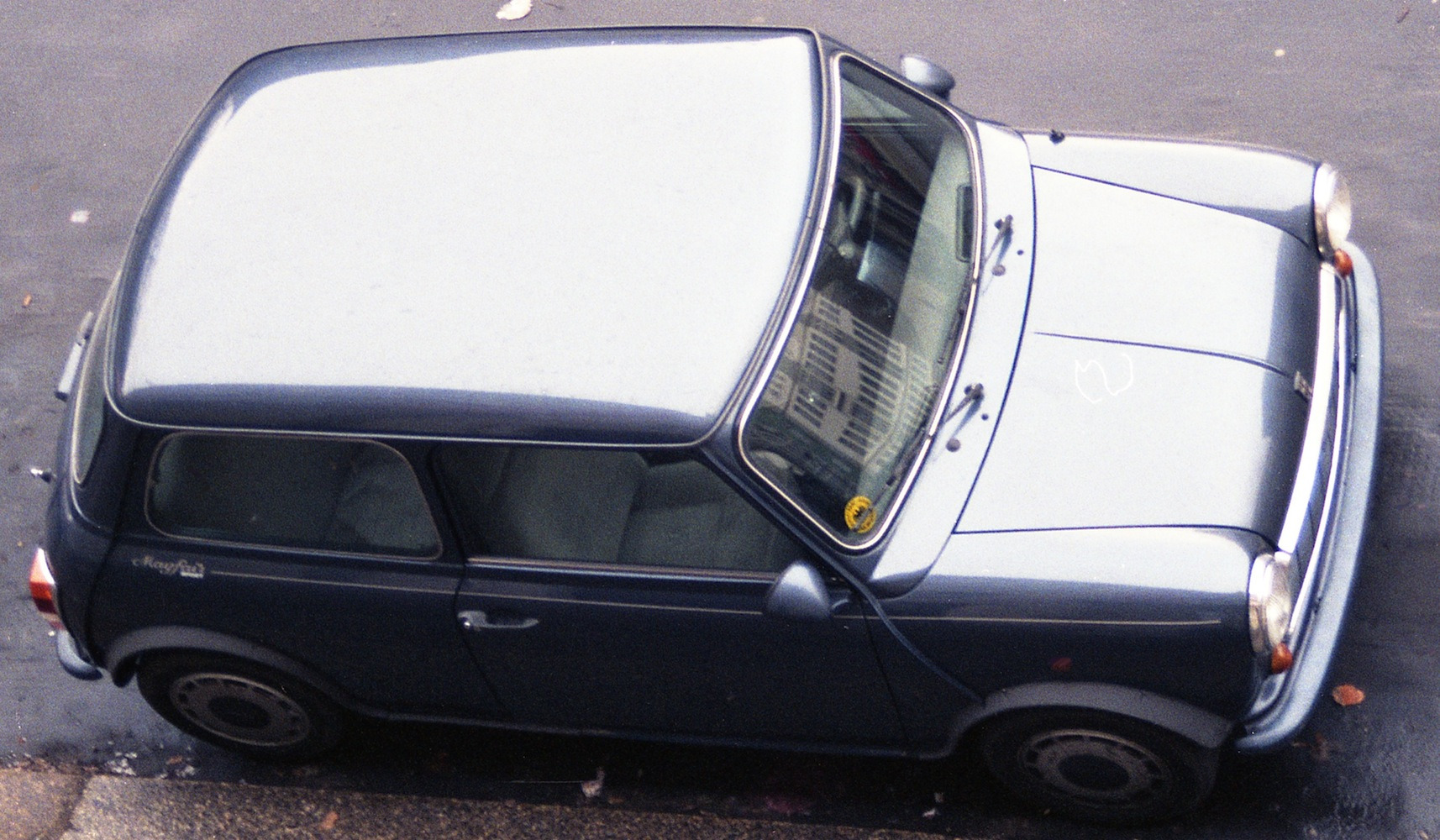
Mini Mayfair Sport (1988)
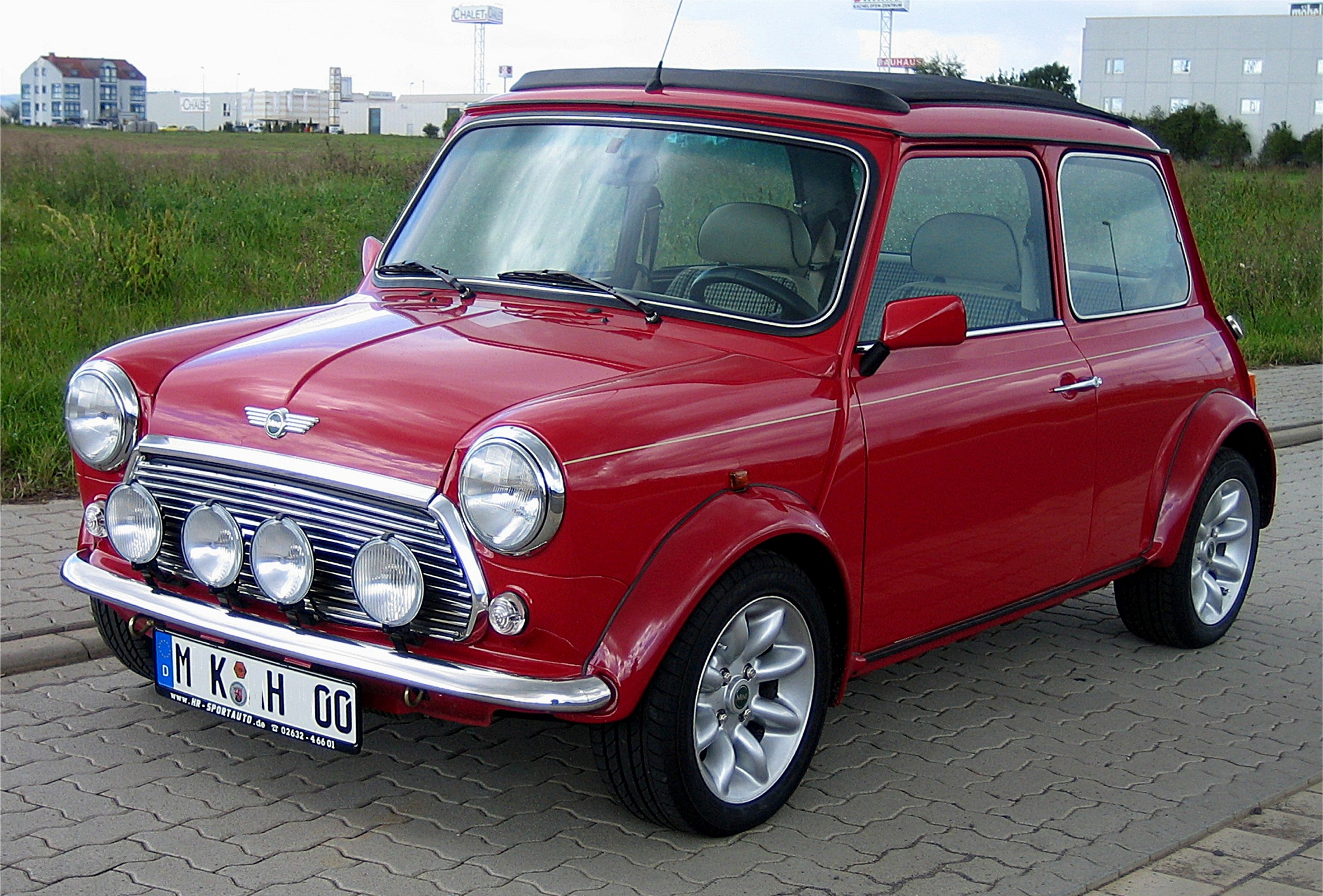
Uno de los últimos Mini (2000)

## El Mini bajo licencia
La British Motor Company vendió licencias para la fabricación del Mini en el extranjero. Se firmó un acuerdo con AUTHI para la fabricación en España, produciendo entre todas sus versiones unas 130 000 unidades.

## El Mini en automovilismo

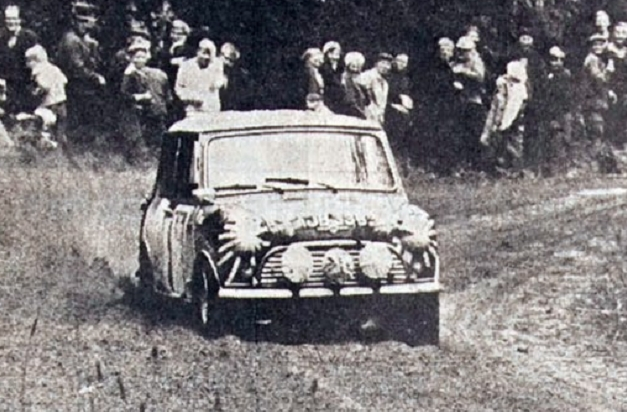
Mini Cooper pilotado por Timo Mäkinen en el Rally de Finlandia (1965)

- En 1964 el Mini Cooper S ganó el Rally de Montecarlo, pilotado por el piloto Paddy Hopkirk y su copiloto Henry Lindon. Posteriormente volvería a hacerlo en 1965 con Timo Mäkinen y en 1967 con Rauno Aaltonen. Ganó el 1000 Lagos en 1965, 1966 y 1967. Ganó el RAC en 1965 y el Acropolis en 1967 y el Rallye de Polonia en 1965 y 1966.
- En la actualidad se pueden seguir viendo ciertos modelos de Mini clásico en algunos rallyes históricos o circuitos.

## El Mini en la cultura popular
- En la famosa película The Italian Job de 1969 el Mini es el protagonista principal de la misma.
- El Mini en la televisión y su posterior adaptación en el cine es bastante recordado por ser el coche del personaje Mr. Bean (Rowan Atkinson), un coche British Leyland Mini 1000 de color verde y capó negro.
- En The Bourne Identity
- En la canción «Las casitas del barrio alto», del cantautor popular chileno Víctor Jara, se hace una referencia al partir una de sus estrofas que dice "Fuman pitillos en Austin Mini".
- En el videojuego Driver 2 aparece como un vehículo secreto en el mapa de La Habana.
- En el videojuego Grand Theft Auto V hace su aparición bajo el nombre de "Issi Clásico".
- En Skins (UK) durante un capítulo, Sid y Toni utilizan un Austin Mini (con un féretro en su parte superior) para moverse a toda prisa por las calles de Bristol durante una persecución.